# 黃宗昌
黄宗昌（1597年—？），字长倩，号鹤岭，山东即墨县（今青岛市即墨区）人，明末政治人物。

## 生平
萬曆四十三年（1615年）乙卯科山東鄉試舉人，天启二年（1622年）壬戌科进士，授雄县（今河北省雄县）知縣，調清苑县。崇祯元年（1628年），官山西道監察御史。崇禎二年（1629年）冬，巡按湖广。崇祯十年（1637年）罷官歸里。崇祯十五年（1642年），即墨遭到清兵攻擊，宗昌率里人拒守，力保全城。次子黄基被清兵射死。晚年在崂山康成书院南的楼上村隱居，筑有“玉蕊楼”。

## 著作
撰有《崂山志》，未竟而卒，其子黃坦续成。

## 家族
曾祖黄正，贈尚書。祖黄作孚，進士、知县。父黄師善，监生。叔黃嘉善。